# Iglesia de San Francisco (Loja, Ecuador)
La iglesia de San Francisco es una iglesia cristiana de la localidad ecuatoriana de Loja.

## Descripción
La iglesia de San Francisco es una de las obras de arte religioso más apreciado en la ciudad, una amplia y acogedora instalación junto a esta se encuentra la capilla de la Virgen de Fátima. La iglesia es atendida por los hermanos franciscanos de la ciudad de Loja y mantiene culto al Divino Niño y los ciudadanos acuden a pedir favores y a dar gracias por los milagros alcanzados. La iglesia mantiene un estilo clásico colonial español, y está considerada como un museo del arte religioso por las diversas obras de arte que encierra esta iglesia.
Esta iglesia fue construida en el año 1548 por los hermanos franciscanos que llegaron a Loja con la misión de evangelizar a las personas de la ciudad de Loja. La estructura de la primera iglesia de San Francisco fue construida en 1564 y el corregidor Pedro Javier Valdivieso la reconstruyó después del terremoto de 1749. Desde entonces mantiene la imagen actual.
La iglesia está ubicada en el centro, en el barrio de San Francisco (calles Bolívar y Colón) de la ciudad y pertenece a la parroquia de Sucre.